# Idiota útil

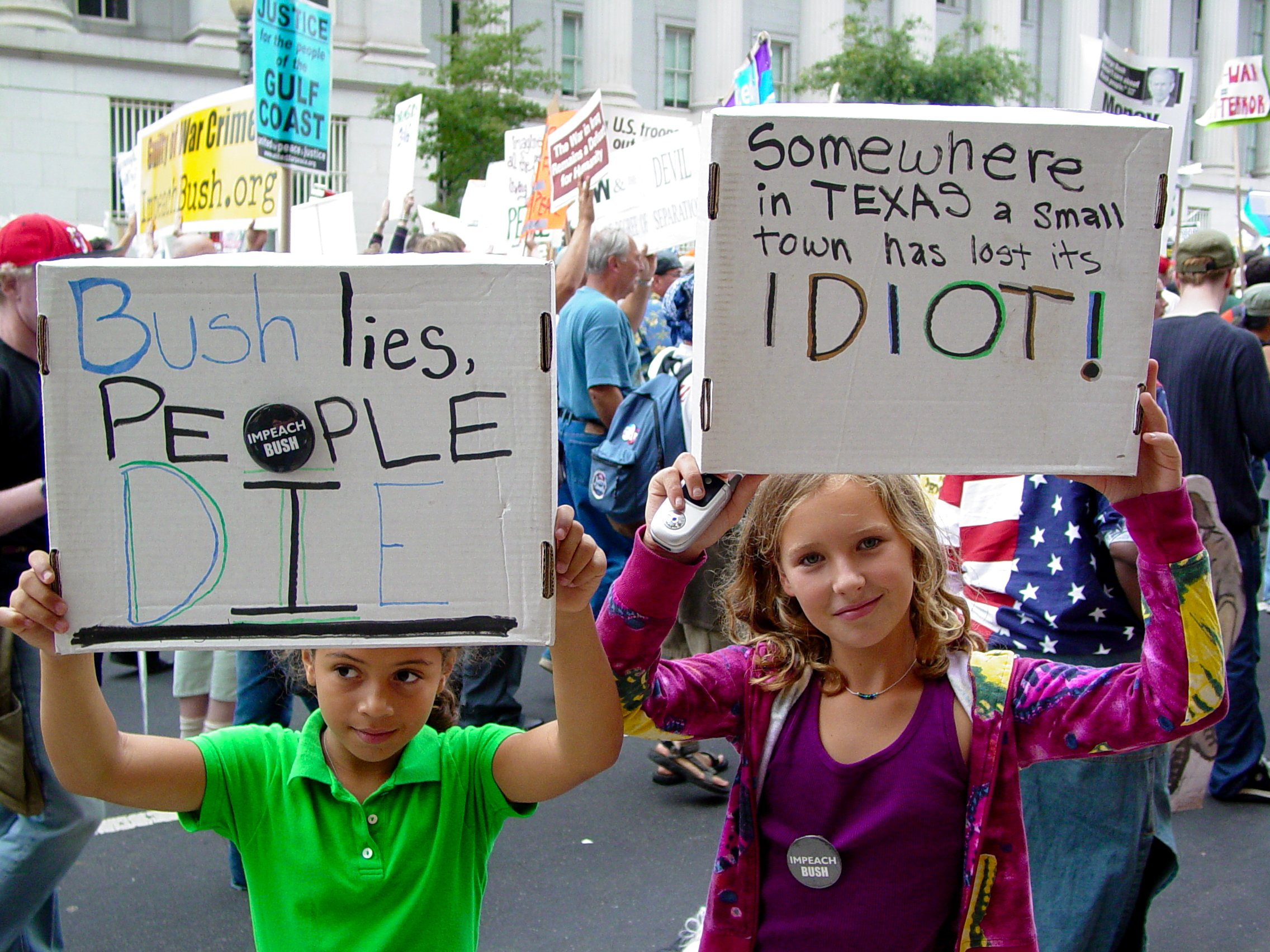
Duas crianças seguram cartazes no protesto anti-guerra de 24 de setembro de 2005 em Washington DC.

Um idiota útil é, no jargão político, um termo depreciativo para uma pessoa percebida como propagandista duma causa sem compreender completamente os objetivos da causa, e que é cinicamente usado pelos líderes da causa. O termo foi originalmente usado durante a Guerra Fria para descrever não comunistas considerados suscetíveis à propaganda e manipulação comunista. O termo tem sido frequentemente atribuído a Vladimir Lenin, mas esta atribuição não tem fundamento.

## Origem
A expressão "idiota útil" tem sido muitas vezes atribuída a Lenin, mas ele não está documentado como nunca tendo usado a frase. Em um artigo de 1987 para o New York Times, o jornalista americano William Safire investigou a origem do termo, observando que um bibliotecário sênior de referência na Biblioteca do Congresso não conseguiu encontrar a frase nas obras de Lenin e concluindo que, na ausência de novas evidências, o termo não poderia ser atribuído a Lenin. Da mesma forma, o Oxford English Dictionary ao definir "idiota útil" diz: "A frase não parece refletir nenhuma expressão usada dentro da União Soviética".
O termo apareceu num artigo do New York Times de junho de 1948 sobre política italiana contemporânea, citando o periódico italiano social-democrata centrista L'Umanità. L'Umanità escreveu que os social-democratas de esquerda, que tinham entrado numa frente popular com o Partido Comunista Italiano durante as eleições de 1948, teriam a opção de se fundir com os comunistas ou deixar a aliança. O termo foi mais tarde usado em um artigo de 1955 na American Federation of Labor News-Reporter para se referir aos italianos que apoiavam as causas comunistas. A Time usou pela primeira vez a frase em janeiro de 1958, escrevendo que alguns democratas-cristãos italianos consideravam o ativista social Danilo Dolci um "idiota útil" para as causas comunistas. Desde então, o termo tem se repetido nos artigos da revista.
Um termo semelhante, "inocentes úteis", aparece no livro do economista Ludwig von Mises, Planned Chaos (1947). Mises escreveu que o termo foi usado pelos comunistas para liberais, que von Mises descreve como "simpatizantes confusos e mal orientados". O termo "inocentes úteis" também aparece num artigo da Reader's Digest de 1946 intitulado "A trágica lição iugoslava para o mundo", escrito por Bogdan Raditsa, que serviu ao governo iugoslavo no exílio durante a Segunda Guerra Mundial, apoiou os partidários de Josip Broz Tito (embora não o próprio comunista) e serviu brevemente no novo governo iugoslavo de Tito antes de partir para Nova Iorque. "Na língua servo-croata", diz Raditsa, "os comunistas têm uma frase para verdadeiros democratas que consentem em colaborar com eles [em nome da] 'democracia'. É Korisne Budale, ou Inocentes Úteis".

## Utilização atual
Em 1959, o congressista Ed Derwinski, de Illinois, entrou num editorial do Chicago Daily Calumet no registro do Congresso, referindo-se aos americanos que viajaram para a União Soviética para promover a paz como "o que Lenin chama de idiotas úteis no jogo comunista". Em 1961, o jornalista americano Frank Gibney escreveu que Lenin tinha cunhado a expressão "idiota útil". Gibney escreveu que a frase era uma boa descrição dos "seguidores comunistas" de Jean-Paul Sartre a socialistas de esquerda no Japão a membros da Frente Popular Chilena. Num discurso em 1965, Spruille Braden, um diplomata americano que esteve estacionado em vários países latino-americanos durante as décadas de 1930 e 1940 e mais tarde foi um lobista da United Fruit Company, disse que o termo foi usado por Stalin para se referir ao que Braden chamou de "incontáveis inocentes embora bem intencionados sentimentalistas ou idealistas" que ajudaram a agenda soviética.
Escrevendo no The New York Times em 1987, William Safire discutiu o uso crescente do termo "idiota útil" contra "qualquer pessoa insuficientemente anticomunista na visão do usuário da expressão", incluindo os congressistas que apoiaram os anti-Contras Sandinistas na Nicarágua e os socialistas neerlandeses. Depois que o presidente Ronald Reagan concluiu as negociações com o líder soviético Mikhail Gorbachev sobre o Tratado das Forças Nucleares Intermédias, o líder político conservador Howard Phillips declarou Reagan um "idiota útil para a propaganda soviética".
Com a crise da Crimeia e a guerra na Ucrânia, numerosos exemplos do uso do termo podem ser encontrados nos principais jornais internacionais. Na sua maioria, descreve o contato entre o governo russo sob Putin e várias personalidades internacionais, incluindo Gérard Depardieu, Sepp Blatter, Aléxis Tsípras, Marine Le Pen, David Duchovny, Mickey Rourke e Donald Trump.

## Presidente dos EUA Donald Trump
Após a eleição de Donald Trump como presidente dos EUA, o antigo chefe da CIA Michael Hayden o chamou de "idiota útil de Putin". O mesmo termo foi usado pela ex-secretária de Estado norte-americana Madeleine Albright e pelo Washington Post.